# Mezilaurus revolutifolia
Mezilaurus revolutifolia är en lagerväxtart som beskrevs av F.M.Alves & P.L.R.Moraes. Mezilaurus revolutifolia ingår i släktet Mezilaurus och familjen lagerväxter. Inga underarter finns listade i Catalogue of Life.